# カルメン (1915年のラオール・ウォルシュの映画)

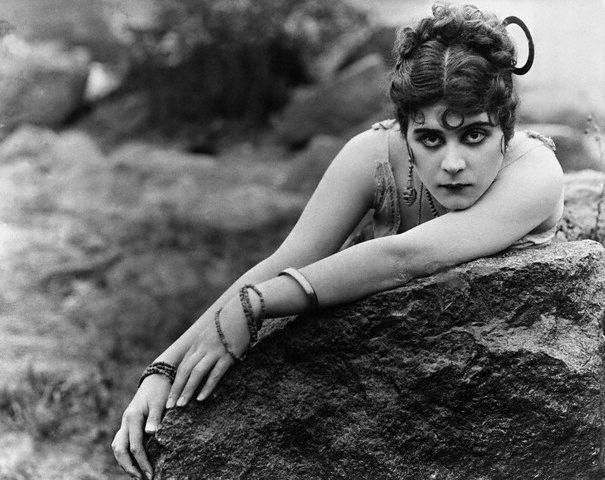
カルメンを演じたセダ・バラ。

『カルメン』(Carmen) は、1915年に制作されたアメリカ合衆国のサイレント映画、劇映画で、ラオール・ウォルシュが脚本と監督を手掛け、セダ・バラが主演した。この映画は、1845年の中編小説『カルメン』を原作とし、ニュージャージー州フォートリーにあったフォックス・スタジオで撮影された。この作品は、現在では失われた映画と見なされている。

## キャスト
- セダ・バラ - カルメン
- エイナー・リンデン (Einar Linden) - ドン・ホセ
- カール・ハーボー（英語版） - エスカミーリョ
- ジェームズ・A・マーカス（英語版） - ダンカイロ
- エミル・デ・ヴァーニー (Emil De Varney) - モラレス大尉
- エルシー・マクロード（イタリア語版） - ミカエラ
- フェイ・チュニス (Fay Tunis) - カーロッタ
- ジョセフ・P・グリーン (Joseph P. Green)